# Friedrich von Stein (Zoologe)

Friedrich von Stein

Ritter Samuel Friedrich Nathanael von Stein (* 3. November 1818 in Niemegk, Provinz Brandenburg; † 9. Januar 1885 in Prag) war ein preußischer, deutscher Zoologe.

## Herkunft
Sein Vater war der Doktor der Theologie und evangelischer Pfarrer in Niemegk Karl Wilhelm Stein (* 22. Oktober 1790; † 6. September 1864) und dessen Ehefrau Marie Dorothee Polster (* 21. Dezember 1795; † 18. Februar 1869).

## Leben
Er kam auf die öffentliche Schule in Niemegk und erhielt von seinem Vater zusätzlich Unterricht in den alten Sprachen, denn er sollte mal Theologie studieren. Friedrich kam 1832 auf das Gymnasium nach Wittenberg, wo er die NaturFriedrich Georg von Steinschaften entdeckte. Er war ein eifriger Sammler und Beobachter von Insekten, Pflanzen und Vogeleiern. In seiner Gymnasialzeit von 1834 bis 1837 konnte er mehrere selbständige Beobachtungen in der naturwissenschaftlicher Zeitschrift „Iris“ veröffentlichten. Darunter befand sich unter anderem die Beschreibung einer von ihm entdeckten Mikrolepidopteren-Art, der Alucita pelidnodaktyla, die später als neue Art anerkannt wurde. Auch sein Vater nahm nun davon Abstand ihn Theologie studieren zu lassen. Nach seinem Abschluss ging er Ostern 1838 auf die Universität nach Berlin, um dort Naturwissenschaften und Medizin zu studieren. Dort fiel er dem Direktor des königlich zoologischen Museums, Professor Lichtenstein, und dem Professors der Zoologie Wiegmann besonders auf, die ihn nun förderten. Zahlreiche Anregungen erhielt er auch die Professor Müller, dessen Vorlesungen über vergleichende Anatomie und Physiologie er besuchte.
Nach Abschluss seines Studiums erfolgte am Schluss des Sommersemester seine Promotion mit dem Titel „De Myriapodum partibus genitalibus cum 3 tab. aeneis“. Lichtenstein beschäftigte ihn zunächst im zoologischen Museum und am 1. Januar 1843 wurde er dort dritter Kustos. Noch im gleichen Jahre wurde ihm die fünfte ordentliche Lehrerstelle an der unter Klöden’s Direction stehenden städtischen Gewerbeschule für das Fach der Zoologie und Botanik übertragen. Dort erarbeitete er seinen „Grundriss der organischen Naturgeschichte“. Im Jahr 1847 veröffentlichte er die große, streng wissenschaftliche Monographie: „Vergleichende Anatomie und Philologie der Insecten“. Auf Grund dieser Arbeit habilitierte er sich im Frühling 1848 als Privatdozent der Zoologie an der Berliner Hochschule. Seit 1847 war er auch Mitglied der Ministerial-Kommission für die Prüfung der Oberförster-Kandidaten und dadurch in weiteren forstmännischen Kreisen bekannt geworden.
Stein wurde 1849 Kurator des Zoologischen Museums der Universität Berlin. Durch die Vermittlung Lichtenstein’s und des Oberlandforstmeisters von Reuß wurde er im September 1850 Professor für Zoologie und Botanik an der Forstakademie in Tharandt. Die Verhältnisse waren hier einfacher als in Berlin. Er widmete sich nun forst- und landwirtschaftlichen Themen. 1852 wurde er zum Mitglied der Leopoldina gewählt. Seine wichtigste Veröffentlichung war „Die Infusionsthiere, auf ihre Entwicklungsgeschichte untersucht“. Er konnte damit die bedeutendste Autorität auf diesem Gebiet Christian Georg Ehrenberg widerlegen und die Haltlosigkeit von dessen Deutung der Organisation der Infusionsthiere aufdecken und nachweisen.
Im Jahr 1855 folgte er einem Ruf des damaligen Unterrichtsministers Leo Graf Thun, in den kaiserlich österreichischen Staatsdienst einzutreten. Er wechselte am 6. März 1855 an die Universität in Prag, wo er bis zur Emeritierung tätig war. Er unterrichtete auch den Prinzen Ludwig Salvator in Zoologie. Im Jahr 1859 wurde er in die Königlich Sächsische Gesellschaft der Wissenschaften aufgenommen. Seit 1861 war er auswärtiges Mitglied der Bayerischen Akademie der Wissenschaften. Im Jahr 1869 wurde Stein mit dem Ritterkreuze des Franz Joseph-Ordens ausgezeichnet. Im Studienjahr 1875/1876 war er der erste protestantische Rektor der Prager Universität seit 200 Jahren. Er erhielt 1877 der Orden der eisernen Krone III. Klasse und den Statuten gemäß am 27. April 1878 in Wien durch Kaiser Franz Josef I. nobilitiert.
Das wissenschaftliche Werk von Steins konzentrierte sich auf die wirbellosen Tiere und hierbei vor allem auf die Zweiflügler sowie auf einzellige Tiere. Sein Hauptwerk über Infusionstierchen wurde zur Grundlage für alle späteren Forschungen auf diesem Gebiet.

## Familie
Stein heiratete am 29. Mai 1844 in Berlin Johanne Ottilie Emma Couard (* 30. Dezember 1823 in Berlin; † 2. September 1903 in Asch). Das Paar hatte neun Kinder. Das zweitjüngste, die Tochter Adelheid von Stein (* 25. Mai 1859), heiratete Josef Neuwirth.

## Schriften
- De Myriapodum partibus genitalibus, nova generationis theoria atque introductione systematica adjectis. Dissertatio inauguralis zoologica quam […] in Alma Universitate Litteraria Friderica-Guilielma [… (16. Aug. 1841) ] publice defendet auctor, Berlin: Brandes et Klewert 1841
- Die lebenden Schnecken und Muscheln der Umgegend Berlins, Berlin: Reimer, 1850
- Die Infusionsthiere auf ihre Entwicklungsgeschichte untersucht, Leipzig: Engelmann 1854
- Der Organismus der Infusionsthiere nach eigenen Forschungen, Leipzig: Engelmann, Teil 1: 1859, Teil 2: 1867, Teil 3: 1878, Teil 4: 1863 (Anmerkung: dies ist Steins Hauptwerk)
- Über die Hauptergebnisse der Infusorienforschungen. Ein Vortrag, Wien: Staatsdruckerei, 1863